# Gasparino Barzizza
Gasparino Barzizza latinul: Gasparinus Barzizius Bergamensis (Bergamo, 1360. – Milánó, 1431.) nyelvész és tanár, az első itáliai humanisták egyike.

## Életrajza
Apja, Pietrobono, jegyző volt. Eredetileg Barzizzából, a Bergamo melletti Val Serina völgyében fekvő faluból származott, ahol a családnak földbirtokai voltak. Gasparino valószínűleg Bergamóban született 1360 körül; egy 1386-os oklevélben harmadiknak van feltüntetve testvérei, Giacomo és Antonio után. A padovai egyetemen tanult, tanárai közül Giovanni Travesi volt rá nagy hatással. 1403 és 1407 között ugyanitt tanárként retorikát, nyelvtant, erkölcsfilozófiát és latint oktatott azzal a céllal, hogy újjáéleszthesse a latin irodalmat, különösen Cicero műveinek ihletése alatt az episztola (költői, verses levél) műfajának megújítása volt egyik szándéka.
1407-ben Velencében lett magántanár a Barbaro családnál, majd – miután nem tudott iskolalapítási tervéhez támogatót találni – ismét Padovába ment tanítani. Itt volt a legtermékenyebb időszaka 1421-ig mind tanárként, mind tudósként. Retorikai előadásokat tartott Seneca, Cicero, Vergilius és Terentius műveiből. Megvalósította humanista iskolaalapítási célját, s humanista oktatási módszere hatással volt, mind barátja, Vittorino da Feltre hasonló törekvéseire, mind tanítványaira és követőire, (Leon Battista Albertire és Antonio Beccadellire (írói álnevén Il Panormita). Tanításának következő állomása Ferrara volt, ahova az olcsóbb megélhetés miatt családját költöztette, de továbbra is főként Padovában tartózkodott. 
1414. augusztus 13-án XXIII. János (ellenpápa) apostoli titkárrá nevezte ki; 1417-ben egy ideig a konstanzi zsinaton V. Márton pápa titkáraként szolgált.
1416-ban megkapta a padovai, a következő évben pedig a velencei polgárjogot. 1421-ben Filippo Maria Visconti meghívására Milánóba költözött, ahol egy, a padovaihoz hasonló iskolát alapított. 1428-ban visszatért Padovába tanítani; de ekkor már idős és beteg volt.
Milanóban érte a halál 1431. február 18-án.
Neje Lucrezia Alliardi volt, akitől fiai születtek, 1418-ban hunyt el ikerszülésben. A legidősebb fia, Guinoforte Barzizza (1406−1463) megbecsült tanár, író lett (házastársa Giovannina Malabarba volt).

## Írásai
Gasparino Barzizza irodalmi és filológiai tevékenységét a humanista oktatás szolgálatába állította.
- A De compositione egy 1420 körül keletkezett retorikai és stilisztikai kézikönyv, amely főként Quintiliánustól és Cicerótól vett példákat tartalmaz.[8]
- Az Epistolae ad exercitationem accomodatae a levélírás mintáinak gyűjteménye a skolasztikus gyakorlat számára. Ezek dátum és címzett nélküli, de válasszal ellátott levelek, amelyeket Itálián kívül is iskolai szövegként használtak. Az Epistolae első kiadása (1470), amelyet Jean Heynlin, a Sorbonne szerkesztője és rektora nyomtattatott ki, az első Franciaországban nyomtatásban megjelent könyv.[9]
- Az Orthographia négy részre oszlik: az első általános problémákkal foglalkozik, beleértve a görög kifejezések átírását; a második ábécé sorrendben felsorolja a kétes helyesírású kifejezéseket; a harmadik a kezdő- vagy középső diftongussal rendelkező kifejezéseket; a negyedik az írásjelekkel foglalkozik.[10]
- Az 1417–1418 körül keletkezett Vocabularium breve latin kifejezések etimológiai szótára, olasz fordítással. Számos kiadásban megjelent, az első 1509-ből származik;[11] egyes kéziratos kódexekben a kifejezések bergamói dialektusra való fordítása is megtalálható, de ez valószínűleg más szerző munkája.

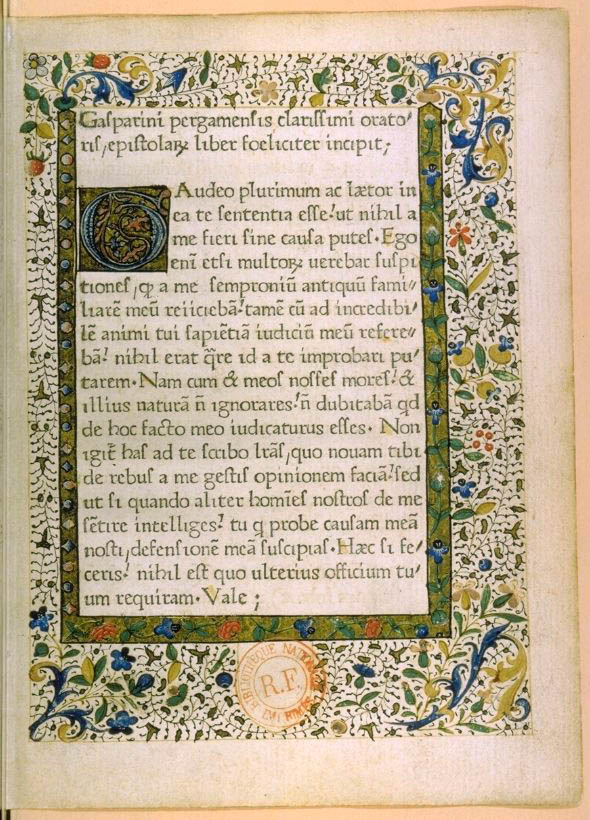
AzEpistolarum liber Gasparini Pergamensis miniatúrával díszített első oldala, 1470.

## Fordítás
- Ez a szócikk részben vagy egészben  a   Gasparino Barzizza című olasz Wikipédia-szócikk ezen változatának fordításán alapul.  Az eredeti cikk szerkesztőit annak laptörténete sorolja fel. Ez a jelzés csupán a megfogalmazás eredetét és a szerzői jogokat jelzi, nem szolgál a cikkben szereplő információk forrásmegjelöléseként.